# 宮川智雄
宮川 智雄（みやかわ としお、1936年1月12日 - ）は日本の実業家。元博報堂、博報堂DYホールディングス代表取締役社長・代表取締役会長。

## 人物
東京都出身。1957年に早稲田大学法学部を卒業し、博報堂に入社。同社では主に営業部門を歩み、1999年東海林隆社長の指名を受け、社長に就任。2003年に株式移転により博報堂、大広、読売広告社が経営統合して設立された持株会社の博報堂DYホールディングス社長に就任。2006年からは同社会長を務め、2009年に取締役相談役に就任。

## 年譜
- 1936年1月 - 東京都出身
- 1957年3月 - 早稲田大学法学部 卒業
- 1957年4月1日 - 株式会社博報堂 入社
- 1986年4月1日 - 株式会社博報堂 取締役　兼 統合本部計画室長
- 1990年4月1日 - 株式会社博報堂 常務取締役 兼 統合本部計画室長
- 1994年4月1日 - 株式会社博報堂 専務取締役 兼 統合本部長
- 1998年4月1日 - 株式会社博報堂 代表取締役副社長 兼 統合本部長
- 1999年2月1日 - 株式会社博報堂 代表取締役社長
- 2003年10月 - 株式会社博報堂DYホールディングス 代表取締役社長
- 2003年12月1日 - 株式会社博報堂 取締役会長（非常勤） 兼務
- 2006年6月 - 株式会社博報堂DYホールディングス 代表取締役会長
- 2008年6月 - 株式会社博報堂DYホールディングス 取締役会長
- 2009年6月 - 株式会社博報堂DYホールディングス 取締役相談役
  - この他財団法人文字・活字文化推進機構理事等も務めた。

## 映画作品
- 1991年7月20日 - 「おもひでぽろぽろ」
- 1992年4月11日 - 「豪姫」
- 1994年7月16日 - 「総天然色漫画映画 平成狸合戦ぽんぽこ」
- 1995年3月11日 - 「ガメラ 大怪獣空中決戦」
- 1995年7月15日 - 「耳をすませば」
- 1996年1月27日 - 「Shall we ダンス?」
- 1996年7月13日 - 「ガメラ2 レギオン襲来」
- 1998年5月16日 - 「卓球温泉」
- 1999年3月6日 - 「ガメラ3 邪神覚醒」
- 1999年7月17日 - 「ホーホケキョ となりの山田くん」
- 2001年2月3日 - 「回路」
- 2002年7月20日 - 「猫の恩返し」
- 2002年7月20日 - 「ギブリーズ episode2」